# Grzybica

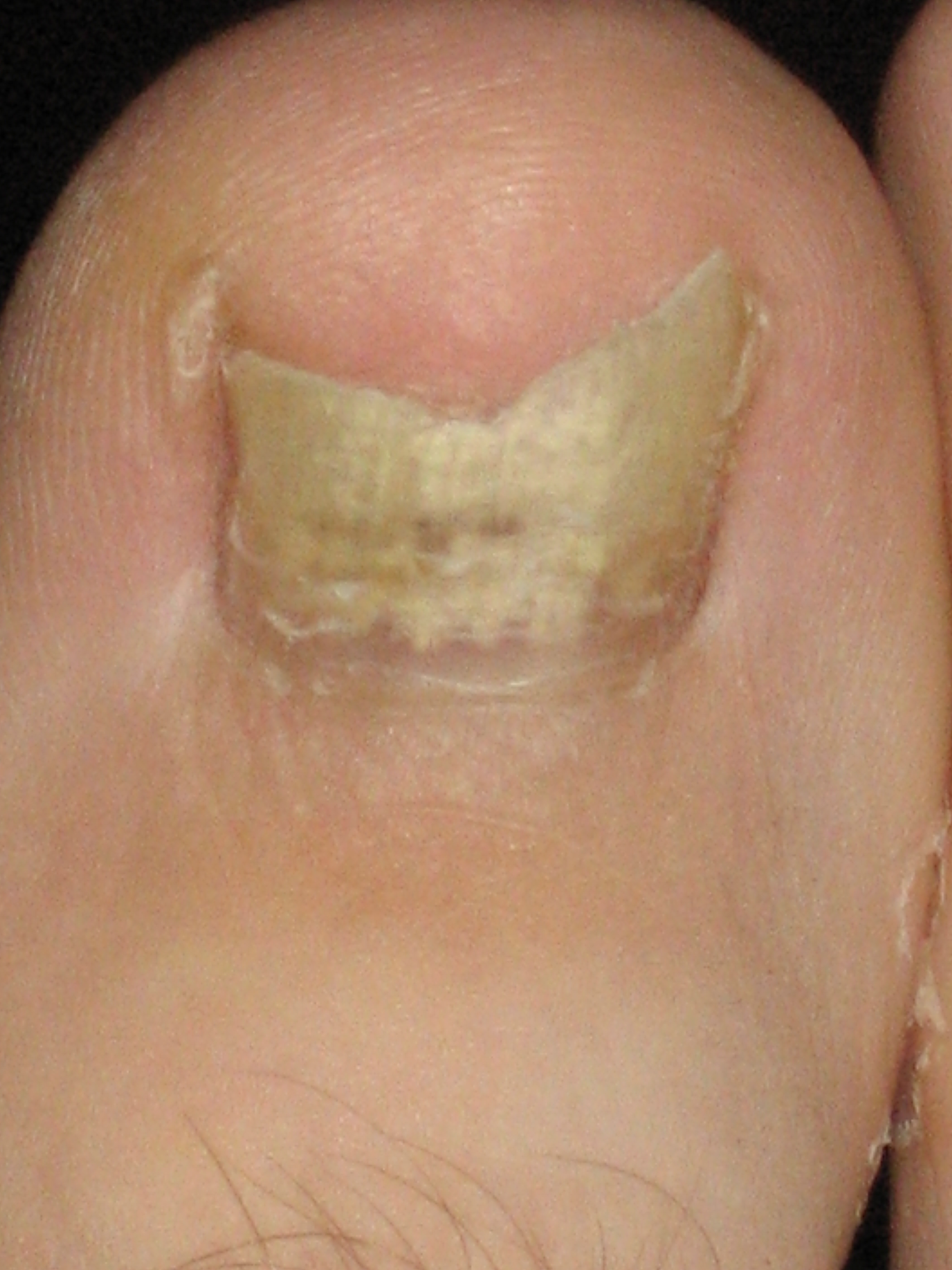
Grzybica paznokcia

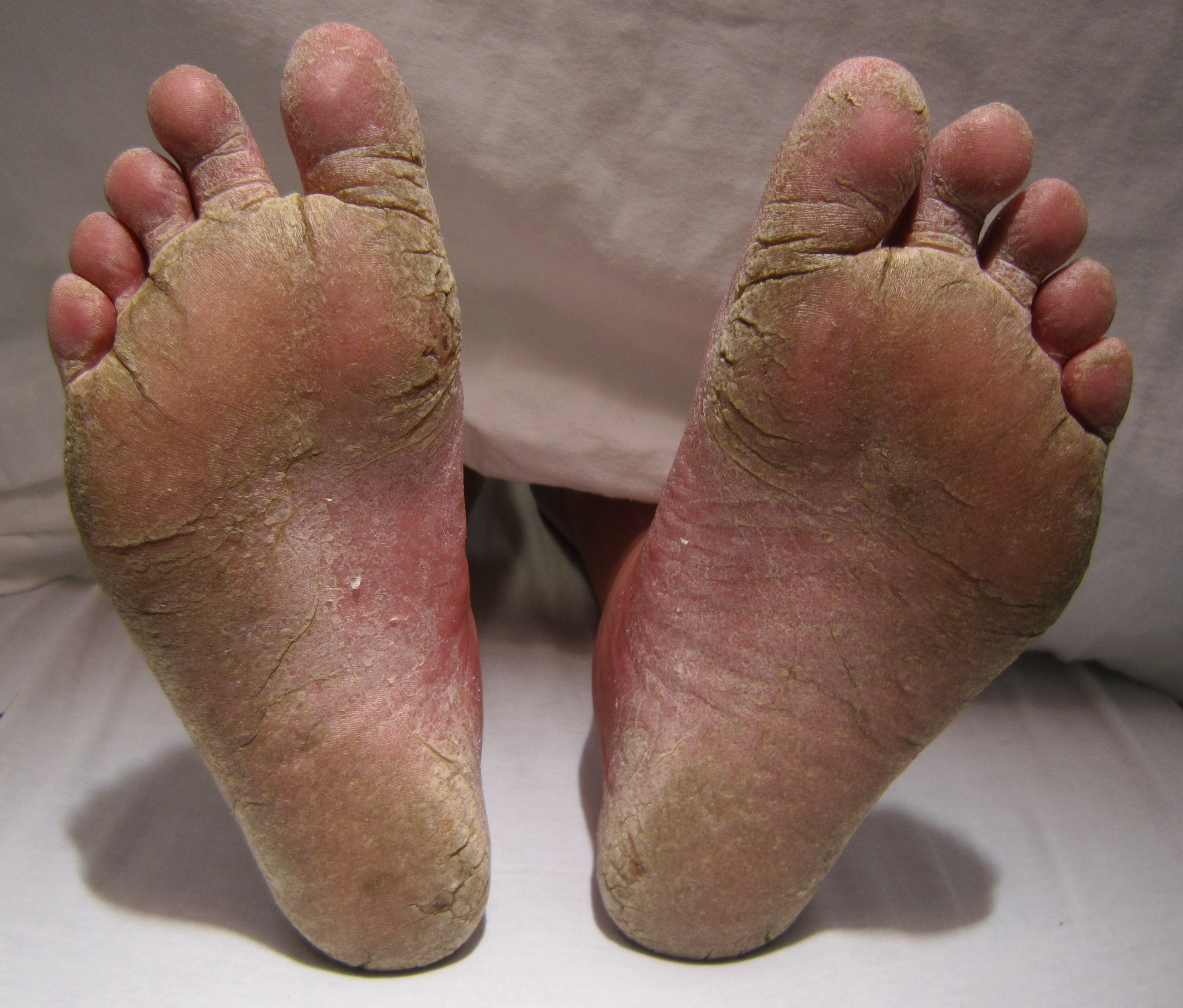
Grzybica stóp

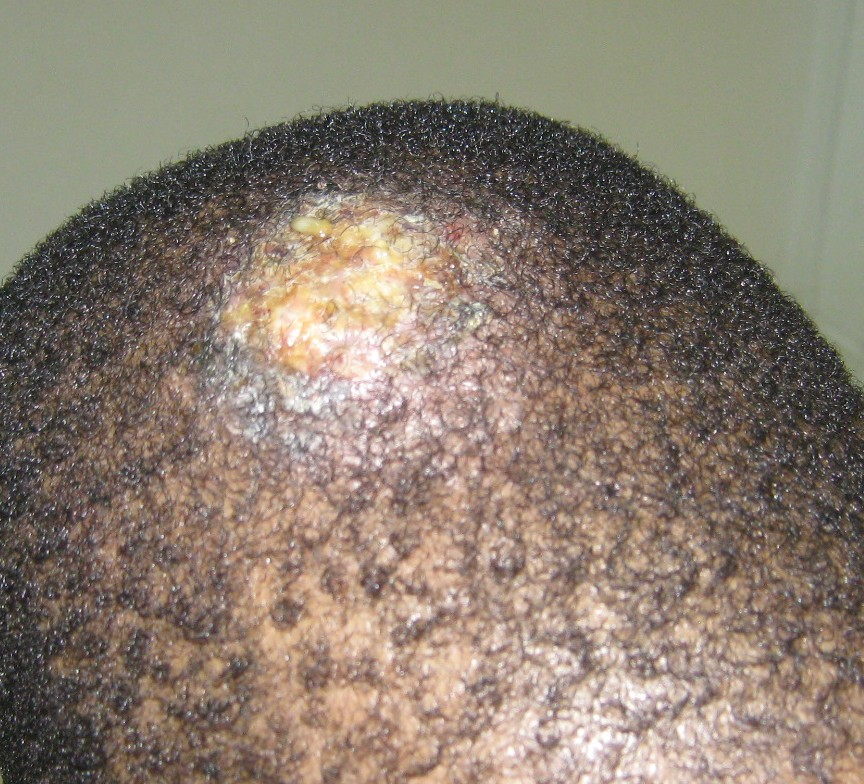
Grzybica skóry głowy

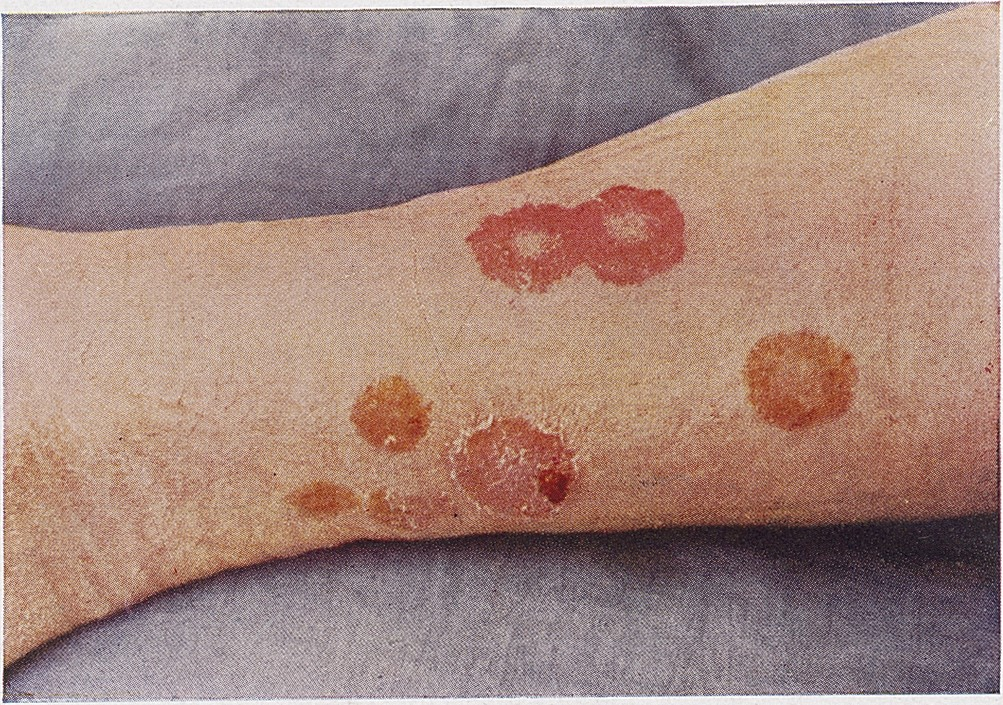
Grzybica rąk

Grzybice (łac. mycoses), zwane też mykozami – grupa wysoce zaraźliwych chorób zakaźnych ludzi i zwierząt wywołana przez grzyby mikroskopijne. Wywołuje je około 200 gatunków z 250 tys. opisanych gatunków grzybów. Są to głównie dermatofity (grzyby niedoskonałe – fungi imperfecti) i grzyby drożdżopodobne, rzadko grzyby pleśniowe (potocznie pleśnie). Spośród dermatofitów najczęściej atakują dermatofity zoofilne (zwierzęce) i antropofilne (ludzkie), rzadziej niektóre grzyby glebowe. W krajach środkowoeuropejskich obserwuje się stopniowe zwiększenie występowania grzybic spowodowanych przez dermatofity antropofilne. Dermatofity zoofilne – w odróżnieniu od antropofilnych – powodują zmiany skórne o znacznie większym odczynie zapalnym. W związku z dużą zmiennością grzybów powodujących schorzenie ich klasyfikacje napotykają trudności. Dlatego w dermatologii wszystkie choroby skóry i jej przydatków zwane grzybicami właściwymi określa się mianem tinea, niezależnie od grzyba wywołującego zakażenie.

## Czynniki sprzyjające wystąpieniu grzybic
- nowotwory[4]
- antybiotykoterapia
- awitaminozy grupy B
- oparzenia
- sterydoterapia
- zaburzenia hormonalne w przebiegu niewydolności lub braku śledziony, cukrzycy, otyłości
- zaburzenia odporności typu komórkowego wrodzone i nabyte
- niedobór IgA
- niedobór żelaza i/lub cynku
- nadmierna wilgotność skóry
- zaniedbania higieniczne
- atopia
- stany obniżonej odporności i ogólnego wyniszczenia organizmu
- wiek (niemowlęcy i starczy)
- ciąża

## Podział grzybic
- Grzybice skóry (dermatofitozy)
  - głowy
  - brody, tzw. figówka
  - paznokci
  - stóp, tzw. stopa atlety/sportowca
  - dłoni
  - pachwin
- Grzybice włosów, np. piedra biała
- Grzybice głębokie, narządowe – grupa chorób oportunistycznych, często przebiegających w AIDS. Dotyczą przede wszystkim płuc.
  - przebiegające z fungemią
  - przebiegające bez fungemii

Można również spotkać się z podziałem grzybic skóry na: grzybice skóry owłosionej (grzybica strzygąca powierzchowna owłosionej skóry głowy, grzybica drobnozarodnikowa powierzchowna owłosionej skóry głowy, grzybica woszczynowa owłosionej skóry głowy, odmiana z odczynem zapalnym wywołana przez grzyby zoofilne) i nieowłosionej (przewlekła grzybica skóry gładkiej, grzybica pachwin); grzybic narządowych ze względu na organ zainfekowany.

### Podział ze względu na nazwę naukową
Powszechny jest, szczególnie w literaturze medycznej i weterynaryjnej, podział ze względu na naukową nazwę choroby, która jest związana z czynnikiem etiologicznym. Jest on jednak mało popularny ze względu na brak możliwości rozpoznania klinicznego patogenu, który wywołał daną grzybicę.
- aspergiloza
- blastomykoza
- chromoblastomykoza
- drożdżyca (blastomykoza)
- histoplazmoza
- kandydoza
- kokcydioidomykoza
- kryptokokoza
- maduromykoza
- mukormykoza
- sporotrychoza

### Podział według pochodzenia zakażenia
- endogenne – wywołane przez saprofity, np. Candida albicans, Geotrichum candidum
- egzogenne – wywołane przez grzyby pochodzące z otoczenia, nie będące naturalną florą człowieka
- pośrednie endo- i egzogenne – Aspergillus fumigatus, Cryptococcus neoformans i rodzaj Mucor

## Epidemiologia
Najbardziej rozpowszechnionym typem grzybicy jest grzybica stóp – 15–30% ogółu populacji. W niektórych grupach społecznych – jak górnicy czy sportowcy – zachorowalność sięga 70%. Równie częstym schorzeniem jest grzybica paznokci – do 40% wszystkich zakażeń grzybicznych. Obecnie w Polsce prawie nie stwierdza się zachorowania na grzybicę woszczyznową, która jest nadal powszechnym schorzeniem w Afryce. Z drugiej strony wzrasta liczba zachorowań na drożdżyce (candidiasis) i wskutek zakażenia pleśniowcami. Głównych przyczyn tego zjawiska upatruje się z powszechnie stosowanej antybiotykoterapii, lekach immunosupresyjnych oraz w zakażeniach wirusem HIV.

## Objawy
W przypadku grzybic skóry (w tym grzybicy pachwin ze swędzącymi zmianami rumieniowymi w okolicach pachwin) są to: świąd, łuszczenie się skóry, miejscowe zaczerwienie oraz wykwity pęcherzykowe i krostkowe bądź grudki. Natomiast wyprzeniowe ogniska, maceracja naskórka, swędzące pęcherzyki wraz z pęknięciami w przestrzeniach międzypalcowych są zmianami typowymi dla grzybicy stóp. Grzybica paznokci klinicznie charakteryzuje się białożółtym, żółtobrunatnym lub zielonkawym, a także zgrubiałym paznokciem o postrzępionym brzegu i kruszącą się płytką paznokcia. W przypadku grzybic głębokich: objawy narządowe, biegunka.

## Leczenie
Leki użytku zewnętrznego (w pierwszym przypadku) i doustne (w obu).

### Polieny
- nystatyna – zbyt toksyczna, by stosować ją ogólnoustrojowo; podawana w formie tabletek, zawiesin, maści, tabletek do ssania i pudrów. Nie wchłania się z przewodu pokarmowego. Stosowana jest przy kandydozach błon śluzowych. Jej działanie polega na zwiększeniu przepuszczalności błony komórkowej grzybów, co powoduje wypływ cytozolu i organelli komórkowych. Nie stwierdzono szczepów opornych na nystatynę.
- amfoterycyna – zachowuje się podobnie do nystatyny, tzn. nie wchłania się z przewodu pokarmowego, podawana jest w tabletkach, kremach, pudrach i zawiesinach. Jest mniej toksyczna więc przy podawaniu parenteralnym służy do leczenia kandydioz układowych i grzybic egzotycznych.
- natamycyna – blokuje przepuszczalność błony komórkowej grzybów w wyniku wiązania się z jej składnikami, głównie z ergosterolem. Działa przede wszystkim na drożdżaki z rodzaju Candida oraz na rzęsistka pochwowego.

### Azole
- ketokonazol
- imidazol i jego pochodne:
  - mikonazol – imidazolu. Podawany doustnie powoduje hamowanie syntezy składników ściany komórkowej i wzrost przepuszczalności. Skuteczny w leczeniu zakażeń drożdżakami i gronkowcami. Rzadko spotyka się szczepy oporne na mikonazol.
  - ekonazol – hamując syntezę ergosterolu, uszkadza błonę komórkową grzyba, co zwiększa jej przepuszczalność dla substancji szkodliwych dla jego komórki; hamuje procesy oksydacyjne przejawiające się zmianami w mitochondriach, blokuje syntezę RNA i białek w komórce grzyba. Stosowany miejscowo łatwo wnika do naskórka i powierzchownych warstw skóry właściwej, praktycznie nie wykazuje działania ogólnoustrojowego.
  - klotrimazol – praktycznie nie wchłania się przez skórę, tylko w niewielkim stopniu wchłania się przez błony śluzowe. Klotrimazol hamuje syntezę ergosterolu niezbędnego do budowy błony komórkowej grzybów, co powoduje zaburzenia jej przepuszczalności i lizę (rozkład) komórki.
- flukonazol – tiazol stosowany w terapii przerywanej lub ciągłej. Nie wiąże się z białkami osocza i rozpuszcza się w wodzie. Długi czas półtrwania ułatwia jego stosowanie. Jest skuteczny w leczeniu zakażeń grzybami z gatunku Candida.
- itrakonazol – pochodna triazolu, zaburza syntezę ergosterolu błony komórkowej grzyba, powodując zmianę jej przepuszczalności oraz zaburzenie syntezy chityny, a w konsekwencji zahamowanie wzrostu i obumarcie komórki grzyba.

### Antymetabolity
- 5-fluorocytozyna

### Medycyna niekonwencjonalna
Po wcześniejszej konsultacji z lekarzem, możliwe jest wspomaganie tradycyjnego leczenia grzybicy poprzez terapię ziołową.
Najczęściej stosowane leki to:
- Maść z nagietka
- Płukanka z nagietka
- Płukanka z szałwii

### Leczenie grzybicy ziołami
Leki ziołowe pełnią rolę uzupełniającą przy równoczesnym leczeniu przeciwgrzybicznym. Głównym zadaniem leków ziołowych jest poprawa krążenia krwi i zmniejszenia potliwości stóp, która sprzyja pojawianiu i rozwijaniu się grzybicy stóp. Do popularnych preparatów tworzonych na bazie ziół należą między innymi:
- Alliostabil,
- Biostymina,
- Bellegot (stosowany głównie w leczeniu nerwic – skuteczny w walce z grzybicą)
- Glistnik (jaskółcze ziele) – do celów leczniczych stosuje się korzeń i ziele, w których znajdują się alkaloidy i flawonoidy – wykazujące działanie przeciwgrzybiczne[6].

## Zapobieganie
Podstawą zapobiegania wystąpieniu grzybicy jest higiena osobista, tj. dokładne wycieranie fałdów między palcami oraz noszenie klapek na basenie, saunie czy w łaźniach, używanie własnego ręcznika, odzieży i butów oraz regularne zmienianie odzieży. W przypadku grzybicy pachwin pośrednie znaczenie ma także otyłość. Ze względu na fakt, że grzybicy sprzyjają defekty immunologiczne, należy dbać o całościowy stan zdrowia i właściwą pracę układu odpornościowego. Równie istotne jest noszenie wygodnych i przewiewnych ubrań oraz butów, a w przypadku grzybicy paznokci – unikanie skaleczeń płytki paznokcia, które podnoszą ryzyko zachorowania. Niezbędne jest także unikanie kontaktu z osobami, u których grzybica już wystąpiła. Schorzenie jest bowiem niebezpieczne z epidemiologicznego punktu widzenia – podnosząc ryzyko zarażenia się od innej osoby, ale też grożąc zakażeniem kolejnych partii ciała u chorego.